# Lendinara
Lendinara is een gemeente in de Italiaanse provincie Rovigo (regio Veneto) en telt 12.188 inwoners (31-12-2004). De oppervlakte bedraagt 55,4 km2, de bevolkingsdichtheid is 220 inwoners per km2.
De volgende frazioni maken deel uit van de gemeente: Rasa, Ramodipalo, Saguedo, Babuglio, Campomarzo, Sabbioni, Valdentro, Molinella, Tre Ponti.

## Demografie
Lendinara telt ongeveer 4569 huishoudens. Het aantal inwoners daalde in de periode 1991-2001 met 2,8% volgens cijfers uit de tienjaarlijkse volkstellingen van ISTAT.
| Jaar | Inwoneraantal |
| ---- | ------------- |
| 1991 | 12.520        |
| 2001 | 12.173        |

## Geografie
Lendinara grenst aan de volgende gemeenten: Badia Polesine, Canda, Castelguglielmo, Fratta Polesine, Lusia, Piacenza d'Adige (PD), San Bellino, Sant'Urbano (PD), Villanova del Ghebbo.

## Geboren
- Adelardo Cattaneo (1122-1225), kardinaal, pauselijk legaat in de Derde Kruistocht en bisschop van Verona

Adria · Ariano nel Polesine · Arquà Polesine · Badia Polesine · Bagnolo di Po · Bergantino · Bosaro · Calto · Canaro · Canda · Castelguglielmo · Castelmassa · Castelnovo Bariano · Ceneselli · Ceregnano · Corbola · Costa di Rovigo · Crespino · Ficarolo · Fiesso Umbertiano · Frassinelle Polesine · Fratta Polesine · Gaiba · Gavello · Giacciano con Baruchella · Guarda Veneta · Lendinara · Loreo · Lusia · Melara · Occhiobello · Papozze · Pettorazza Grimani · Pincara · Polesella · Pontecchio Polesine · Porto Tolle · Porto Viro · Rosolina · Rovigo · Salara · San Bellino · San Martino di Venezze · Stienta · Taglio di Po · Trecenta · Villadose · Villamarzana · Villanova Marchesana · Villanova del Ghebbo
1. ↑  https://demo.istat.it/?l=it.